# 慕容宣超
慕容 宣超（ぼよう せんちょう、生没年不詳）は、吐谷渾の首長。唐の青海国王。烏地野抜勤豆可汗。

## 生涯
慕容忠の子として生まれた。698年、慕容忠が死去すると、慕容宣超が青海国王の封を嗣いだ。700年、武則天により左豹韜員外大将軍とされ、烏地野抜勤豆可汗の号を受けた。涼州・甘州・粛州・瓜州・沙州などで吐谷渾の残部が唐に降ると、涼州都督の郭元振の提言により、慕容宣超兄弟が派遣されてその保護にあたった。後に慕容宣超は死去し、子の慕容曦光が後を嗣いだ。

## 子女
- 慕容曦光
- 慕容曦皓
- 慕容曦輪
- 慕容相

## 参考資料
- 『旧唐書』西戎伝
- 『新唐書』西域伝上